# Michail Michailowitsch Laschewitsch
Michail Michailowitsch Laschewitsch (russisch: Михаил Михайлович Лашевич, * 1884 in Odessa; † 30. August 1928 in Harbin, China) war ein sowjetischer Staatsfunktionär und Militär.

## Leben
Michail Laschewitsch wurde 1901 Mitglied der Russischen Sozialdemokratischen Partei, 1903 deren bolschewistischer Fraktion. Er beteiligte sich an der Revolution von 1905, war einer der Führer der Oktoberrevolution 1917 und später Held des Bürgerkriegs.
Von August bis November 1918 war er Mitglied des Kriegsrats der roten 3. Armee an der Ostfront und vom 30. November 1918 bis zum 5. März 1919 Kommandeur dieser Armee. Danach fungierte er vom 23. März bis 16. August 1919 als Mitglied des Kriegsrats der Ostfront und vom 11. August bis 19. Oktober 1919 in der gleichen Position bei der Südfront. Von Oktober 1919 bis August 1920 war er Mitglied des Kriegsrates der roten 7. Armee an der Westfront und von Juli bis August 1920 kurzfristig Kommandeur dieser Armee. Schließlich war er vom August bis November 1920 Mitglied des Kriegsrates der roten 15. Armee.
Laschewitsch wurde 1923 mit Kliment Woroschilow in den Revolutionären Militärrat berufen und in das Zentralkomitee der Partei gewählt. Im Februar 1925 wurde er Kommandeur des Sibirischen Militärbezirks, vom 6. November 1925 bis zum 27. Juli 1926 war er Stellvertretender Volkskommissar für Militär- und Marineangelegenheiten und Mitglied des Revolutionären Militärrat der UdSSR.
Nach Lenins Tod hatte Josef Stalin mit Sinowjew und Kamenew ein Triumvirat gebildet, einen engen Machtblock innerhalb der Kommunistischen Partei, um gemeinsamen den Aufstieg des innerparteilichen Kontrahenten Leo Trotzki in der Parteihierarchie zu verhindern. Laschewisch gehörte als Trotzkist der linken Opposition an und wurde am 18. Dezember 1927 auf dem XV. Kongress der Allunionskommunistischen Partei aus der KPdSU ausgeschlossen. Nach dem Kongress widerrief er offiziell seine bisherige oppositionelle Haltung und wurde 1928 wieder in die KPdSU aufgenommen.
Laschewitsch starb noch im selben Jahr in China. Seine Ehefrau und seine Mutter wurden während der Stalinschen Säuberungen ermordet.